# Елена Орлеанская

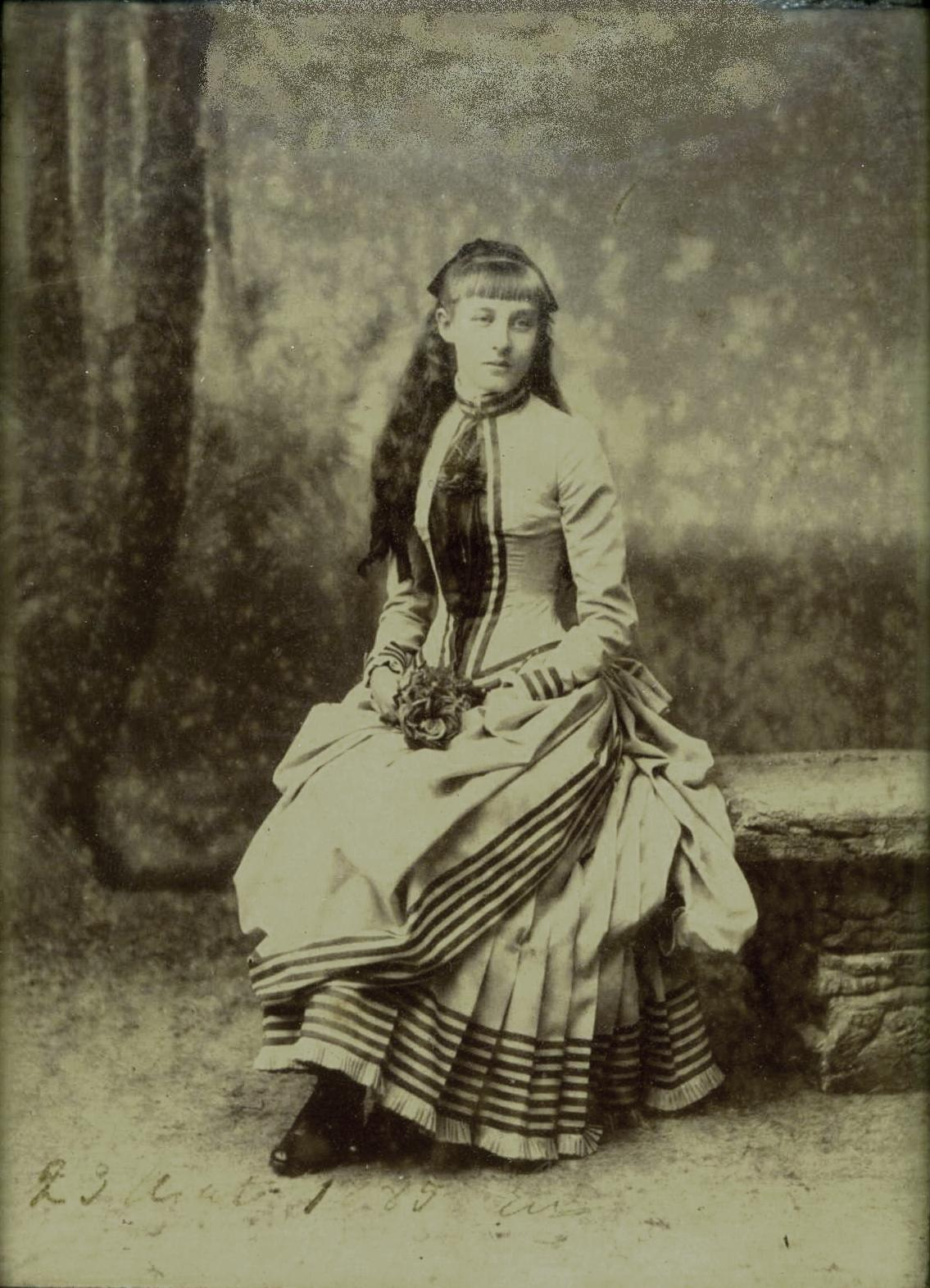
Елена Орлеанская

Принцесса Елена Орлеанская (фр. Princesse Hélène d'Orléans), в крещении Елена Луиза Генриетта (13 июня 1871, Твикенхем, Большой Лондон — 21 января 1951, Кастелламмаре-ди-Стабия под Неаполем) — представительница французской Орлеанской династии, в замужестве итальянская герцогиня Аоста.

## Семья
Отцом Елены был граф Парижский, орлеанистский претендент на престол Франции, в 1842—1848 годах бывший наследником своего деда Луи Филиппа I и проживавший в эмиграции в Англии, матерью — Мария Изабелла Испанская (1848—1919).
Родная сестра Елены — Амелия Орлеанская — стала королевой Португалии, супругой Карлуша I.

## Три жениха
Родители Елены, заинтересованные в поддержке европейских держав в 1890-е годы, в период кризиса легитимизма во Франции, стремились выдать её замуж за наследника крупной европейской монархии. Слухи о возможном замужестве Елены ходили по европейской прессе первой половины 1890-х годов. Принцесса отличалась большой внешней привлекательностью; «Вашингтон Пост» назвала её «воплощением женского здоровья и красоты, изящной спортсменкой и очаровательным полиглотом».

### Внук Виктории
Наиболее серьёзным претендентом на её руку был Альберт Виктор, герцог Кларенс, старший внук королевы Виктории; между молодыми людьми вспыхнули взаимные чувства, но, несмотря на то, что брак поддержали Виктория и мать Альберта, Александра Датская, против него решительно возразили отец Елены и папа Лев XIII, не желавшие, чтобы принцесса изменила католицизму и приняла англиканство (это требуется Актом об устроении 1701 года, по которому муж католички не может быть наследником британского престола). В 1891 году Альберт Виктор был помолвлен с Марией Текской — другой проживавшей в Великобритании представительницей континентальной династии — однако умер незадолго до свадьбы, и Мария стала женой его младшего брата, будущего короля Георга V.

### Цесаревич
В 1890-е годы, на волне французско-русского союза, Александр III и Мария Фёдоровна собирались просватать Елену своему сыну цесаревичу Николаю (тот упоминает о разговоре с матерью на эту тему в дневниковой записи от 29 января 1892 г.), однако Николай был твёрд в намерении жениться на Алисе Гессенской, и планы эти не получили серьёзного развития.

### Итальянский наследник
Герцог и герцогиня Орлеанские также рассматривали в качестве кандидатуры в зятья итальянского престолонаследника Виктора Эммануила, принца Неаполитанского, сына Умберто I. Елена ездила в Италию с целью познакомиться с Виктором Эммануилом и его родителями, однако тот предпочёл её тёзку, Елену Черногорскую, дочь Николы Петровича Негоша.

## Герцогиня Аостская
В итоге французской принцессе досталась гораздо более скромная партия — Эммануил Филиберт Савойский, герцог Аостский (1869—1931), двоюродный брат Виктора Эммануила, не являвшийся наследником престола (правда, его отец Амадей I короткое время был испанским королём). Брак был заключен 25 июня 1895 года в Кингстон-апон-Темс, на церемонии присутствовали принц Неаполитанский и младший сын Виктории Артур, герцог Коннаутский с супругой.
У герцога и герцогини Аоста было двое сыновей:
- Амедео (1898—1942), 3-й герцог Аостский, умер в британском плену;
- Аймоне (1900—1948), король Хорватии Томислав II и 4-й герцог Аостский.

В ходе Первой мировой войны Елена была генеральным инспектором медсестёр-добровольцев Красного Креста Италии, была награждена серебряной медалью «За храбрость», много занималась благотворительностью. Её воспел Габриэле д’Аннунцио в одной из «Заморских песен» (Canzoni d’Oltremare), она с супругом, в свою очередь, поддерживали его авантюру с республикой Фиуме. В 1919 году Елена основала фонд помощи детям пограничных территорий.
Герцогиня много путешествовала и написала книги путевых заметок «Поездки в Африку», «За восходящим солнцем», «Бродячая жизнь», «Через Сахару». Во время своих путешествий Елена, по воспоминаниям её сестры, каждое новолуние практиковала оккультные пассы перед египетской агатовой статуэткой кошки.
Герцог и герцогиня Аоста жили во дворце Каподимонте в Неаполе и оказывали большое влияние на интеллектуальную жизнь города. В 1936 г., овдовев, Елена вступила во второй брак с полковником Оддоне Кампини (1872—1951).
В фашистской Италии Елена стала разделять националистические взгляды, к семье герцогов Аоста (в отличие от короля) лично благоволил Муссолини, давший высокие посты её сыновьям. Орлеанская династия, всегда придерживавшаяся антифашистских взглядов, разорвала с ней всякие отношения.
В 1947 году герцогиня Аоста пожертвовала Национальной библиотеке в Неаполе 11 тысяч книг, 10 тысяч фотографий, большую этнографическую коллекцию на тему Африки, а также всю дорогую мебель из своей библиотеки во дворце Каподимонте.
Елена пережила всех трёх несостоявшихся женихов, первого мужа и обоих сыновей и умерла уже в республиканской Италии в 1951 году (её второй муж умер в том же году). На её похоронах в базилике Венчанной Богоматери Доброго Совета присутствовало много простых неаполитанцев.
Её имя носят детский приют и больница в Неаполе.